# KDA
KDA (eigentlich Kris Di Angelis) ist ein englischer DJ und Musikproduzent, der 2015 mit seinem Hit Rumble bekannt wurde.

## Biografie
KDA, der seine Identität nicht preisgibt, wurde unter anderem bekannt durch seine Mixshow beim Londoner Sender Rinse FM. Ab 2013 veröffentlichte er zahlreiche Remixe. Er trat bei großen Veranstaltungen in England und Europa auf und war Headliner bei Shows in der Brixton Academy.
Seine erste eigene Veröffentlichung Rumble wurde 2015 ein Clubhit. Nach dem Vorbild früherer Hits wurde auch von Rumble eine Gesangsversion mit Rapper Tinie Tempah und Sängerin Katy B erstellt. Unter dem Titel Turn the Music Louder (Rumble) wurde sie am 16. Oktober desselben Jahres veröffentlicht und sie stieg auf Platz eins der britischen Charts ein.

## Diskografie
Lieder
- Rumble (2015)
- Turn the Music Louder (Rumble) (featuring Tinie Tempah & Katy B, 2015)
- Just Say (featuring Tinashe, 2016)

Remixe
- Born to Die / Lana Del Rey (Kris Di Angelis ‘Love Below’ Remix, 2012)
- Wasting My Young Years / London Grammar (KDA Dub Remix, 2013)
- Gun / Chvrches (KDA Remix, 2013)
- I Was Gonna Cancel / Kylie Minogue (KDA Remix, 2014)
- Little White Lies / Florrie (KDA Remix, 2014)
- Crying for No Reason / Katy B (KDA Remix, 2014)
- Pistols at Dawn / Seinabo Sey (KDA Remix, 2014)